# 龍匣口
龍匣口，是臺北市的一個舊地名，位於今中正區的中部，包括愛國里、南門里、龍光里、龍福里四個里的全部，及厦安里的東北半部、龍興里與永功里的三元街以北部分、螢雪里的東北端一小部分、南福里北半部、新營里西部及東門里的南部。

## 歷史
台灣清治末期至日治前期，該地區為一街庄，稱為「龍匣口庄」，隸屬於大加蚋堡。該庄北與臺北城內、三板橋庄為鄰，東與古亭村庄為鄰，南邊為崁頂庄，西邊為下崁庄、艋舺。
1901年（日治明治三十四年）11月，龍匣口庄為臺北廳直轄，隸屬於第四區。1906年（明治三十九年）1月，第四區改名「古亭村區」。1920年（大正九年）改制為「龍匣口」大字，隸屬於臺北州臺北市。1922年4月町目劃分時，龍匣口大字分拆為南門町、龍口町、佐久間町、兒玉町、旭町及一部分的千歲町、新榮町。
戰後臺北市改制為省轄市。1946年2月臺北市劃分為10個區，龍匣口地區隸屬於古亭區，町改制為里。1968年7月臺北市改制為院轄市。1990年3月，臺北市各區重劃，龍匣口地區改隸屬中正區。

## 交通
台北捷運淡水信義線、松山新店線穿越龍匣口地區東北部，設有中正紀念堂站，松山新店線在本地區北界另設有小南門站。鄰近居民可由此等路線及相關路網快速前往大台北地區各地，或至台北車站轉搭高鐵、台鐵或客運前往全台各地。
省道台3線（中華路、艋舺大道）經過本地區西北部邊界，台9線（中山南路、羅斯福路一段）經過本地區東北部、縣道111號（重慶南路二段、三段）穿越本地區中部，均為重要的平面聯外道路。

## 學校
- 建國中學
- 南門國中

## 文化資產
- 專賣局（國定古蹟）
- 嚴家淦先生故居（國定古蹟）

## 公園
- 臺北植物園

## 公共設施
- 中正紀念堂、國家戲劇院和國家音樂廳
- 國立歷史博物館